# OWL
Limbajul ontologiei web (engleză Web Ontology Language) este o familie de limbaje de reprezentare a cunoștințelor pentru ontologiile de autor.
Anul creării: 2004
Editor: Mike Dean (Raytheon BBN Technologies), Guus Schreiber
Statutul: Published